# MechCommander 2
MechCommander 2 é um jogo de táticas em tempo real de 2001 baseado na franquia BattleTech/MechWarrior, desenvolvido pela FASA Interactive e distribuído pela Microsoft. É uma sequência de MechCommander. 

## Desenvolvimento e Historia
Em 2006, a Microsoft lançou uma parte do código-fonte junto com a maioria dos recursos do jogo (ou seja, tudo o que era necessário para compilar o jogo sem suporte de rede e sem toda a arte) sob uma licença de código-fonte compartilhado para demonstrar seu sistema XNA Build. A documentação de lançamento do código-fonte avisa aos desenvolvedores que nem todo o código necessário para produzir uma compilação completa foi incluído:
Arquivos de origem não são fornecidos para todos os arquivos de saída da compilação do MechCommander 2. Para esses arquivos de saída, o próprio arquivo compilado existe na pasta de origem e é simplesmente copiado de lá para a pasta FinalBuild. Tenha cuidado para não excluir arquivos .fst ou .pak que existem no diretório de origem no momento da instalação, porque você não poderá reconstruí-los.
O jogo está sendo modificado por vários projetos e hospedado em um repositório do GitHub. A partir de 2017, há um fork do projeto no github com o objetivo de portar o código-fonte para o Linux.

## Trama
O jogo single-player se passa em Carver V, um planeta anteriormente mantido pela Casa Liao, mas recentemente capturado principalmente pela Comunidade Federada, que matou o governante local Liao Mandarin Cho em combate. No início da história, a Comunidade Federada, uma aliança da Casa Steiner e da Casa Davion, está se desintegrando devido à controversa tomada de poder do Arconte Katrina Steiner. Todas as Casas em Carver V estão evitando qualquer ação militar que possa colocar em risco a paz, então quando uma força de bandidos suspeitamente bem equipada ameaça o território Steiner, a Casa Steiner emprega uma equipe de mercenários liderada pelo jogador, que assume o papel de seu comandante.
Na Campanha 1, o jogador está sob o comando do Coronel David Renard da Casa Steiner e começa com missões relativamente simples para destruir forças de bandidos menores. No entanto, uma perseguição a um comboio de bandidos resulta em um tiroteio com unidades Liao. É então revelado que o líder dos bandidos é um ex-oficial Liao. Renard autoriza ataques em larga escala às forças Liao, apesar dos protestos do embaixador Steiner Yee. A missão final da campanha termina com a destruição do QG dos bandidos e a morte de seu líder. Ao longo da campanha, o Coronel Renard se torna cada vez mais instável, terminando a campanha com as palavras: "Faça isso e saia. Tenho planos para Carver V e você não quer fazer parte deles".
Na Campanha 2, a equipe mercenária do jogador entra em um novo contrato com a Casa Liao. O jogador está sob o comando de Mandrissa Anita Cho (viúva de Mandarin Cho), que quer o planeta para seu filho, o Capitão Jason Cho. O jogador é encarregado de várias operações secretas, incluindo a destruição do relé de comunicações interestelares na lua de Carver V e ataques contra a Casa Davion e a Casa Steiner projetados para implicar um ao outro. Entre as maquinações de Mandrissa Cho, a instabilidade de Renard e a falta de comunicações fora do mundo, as forças Steiner e Davion em Carver V entram em guerra. A Casa Liao então tenta obter poder, mas devido à incompetência de Jason Cho como comandante, as forças Liao são duramente derrotadas e são forçadas a negociar uma trégua com a Casa Steiner. O Coronel Renard concorda em compartilhar Carver V com a Casa Liao em troca de sua ajuda para eliminar os Davions e os mercenários do jogador. O jogador é forçado a fugir antes do avanço das forças Steiner e Liao, e é salvo pelas forças de resistência lideradas por Baxter, um líder partidário local que quer que seu planeta se torne independente.
Na Campanha 3, é revelado que Baxter e a comandante de Davion, Major Kelly (Patricia Kara), se aliaram, já que Davion apoia um Carver V independente. Em troca da oportunidade de vingança e tecnologia do Clã, o jogador luta pelos rebeldes, destruindo o palácio Liao, matando o enlouquecido Coronel Renard e destruindo o Alto Comando Steiner em Carver V.
A Campanha termina com Archon Katrina Steiner lamentando a morte do Coronel Renard, Baxter se tornando Presidente de Carver V, que é renomeado Liberty, e a equipe mercenária retornando para a Periferia - aumentando seu preço na MercNet: "A paz foi restaurada em Carver V por uma fonte improvável - um comandante mercenário".

## BattleMechs

Um BattleMech tenta se esgueirar por trás de um Highlander 'Mech hostil.

MechCommander 2 apresenta 29 mechs, cada um com seus próprios pontos fortes e fracos. Geralmente, os Mechs mais leves exploram enquanto os mechs mais pesados lutam. Dependendo de qual lado o Mechcommander mercenário trabalha, diferentes mechs estariam disponíveis para compra e salvamento após missões de combate. Os mechs de cada casa também exibem características diferentes; poder de fogo pesado para mechs da Casa Steiner, agilidade e sensores avançados para mechs da Casa Liao e mechs de Clã 'importados' de qualidade superior para a Casa Davion.

## Recepção
O jogo recebeu críticas "favoráveis" de acordo com o site de agregação de análises Metacritic. John Lee da NextGen chamou-o de "Um jogo eminentemente jogável e completamente envolvente que está muito próximo de suas raízes."